# 9 de Julio (Buenos Aires)
9 de Julio es una ciudad argentina del interior de la provincia de Buenos Aires, cabecera del partido homónimo. Se encuentra en el km 262 de la ruta nacional 5, en el noroeste de la provincia de Buenos Aires.
Es una de las ciudades más relevantes del noroeste de la Provincia de Buenos Aires por su ubicación geográfica, su producción agropecuaria, su comercio e industria. Es frecuentemente visitada por los fanáticos del Turismo Carretera, porque allí se encuentra el Autódromo Ciudad de Nueve de Julio, uno de los más grandes de la máxima categoría del TC de la Argentina.
El 42.5 % de la población tiene red cloacal, y el 36.5 % tiene red de gas natural. Todavía no cuenta con servicio de transporte público al interior de la ciudad.

## Historia

### Fundación

#### Antecedentes
Hallazgos de material lítico (rederas, raspadores, hacha de mano e instrumentos de corte) realizados en superficie, dan la pauta de asentamientos primitivos temporarios en la zona. Bandas nómadas de cazadores recolectores eligieron la zona instalándose sobre las riberas lacustres el tiempo necesario para proveerse de alimentos. Estos habitantes prehistóricos serían los antecesores de los tehuelches (‘gente brava’ en idioma mapuche) septentrionales históricos. Continuando con el avance fronterizo el 27 de octubre de 1863 el coronel Julio de Vedia fundó en el paraje conocido como Cla Lauquen (del idioma mapuche cla: ‘tres’ lafquen: ‘laguna’) lo que sería la ciudad de 9 de Julio. Vedia había partido del cuartel general de Bragado de donde era por entonces comandante en jefe de la frontera del oeste o central, con varios regimientos acantonados allí y contingentes auxiliares de las tribus vecinas aliadas de los caciques Rondeau, Raylef y Coliqueo.
El campamento base que daría origen a la actual ciudad se estableció al oeste de la laguna central (conocida posteriormente como Malcorra, actualmente en el parque General San Martín) parte de las actuales manzanas 62, 63, 87 y 88. Las primeras construcciones realizadas fueron para el alojamiento de la tropa y de algunos civiles en su mayoría comerciantes provenientes de las localidades de Bragado y Veinticinco de Mayo. Vedia seguro que la autorización de la fundación le sería otorgada distribuyó los lotes de terrenos entre militantes y civiles que lo acompañaban. El 12 de febrero de 1864 por decreto del gobernador Mariano Saavedra se dispone la fundación del pueblo con el nombre de 9 de Julio (en honor a la fecha patria) que le había impuesto Vedia y se designa al agrimensor Miguel Vaschetti para demarcar la traza y a Vedia para distribuir solares, quintas y chacras. El 20 de mayo Vaschetti inició los trabajos de acuerdo al proyecto del Departamento Topográfico

#### Primera población
En 1865 el pueblo contaba con 165 viviendas. El 19 de julio de 1865 fue creado por ley el partido de Nueve de Julio y por decreto de 20 de diciembre fue nombrado el primer juez de paz, instalando el juzgado a principios del año siguiente. El 18 de febrero de 1866 se elige la primera corporación municipal y el 1 de enero de 1886 se constituye la primera municipalidad, con el Dr. Tomas D. West (primer médico de 9 de Julio) como intendente municipal y Alejandro Muzio como presidente de su Concejo Deliberante. En 1867 se coloca la piedra fundamental de la capilla, siendo terminadas las obras de su construcción en septiembre de ese mismo año, pero no pudo ser habilitada pues aún no había sido nombrado el párroco. En julio de 1868 la capellanía para el partido fue erigida bajo la advocación de Santo Domingo de Guzmán y el 4 de agosto de 1868 se inauguró el templo. El 30 de noviembre de 1869 fue aprobada la traza del pueblo. En 1892 el templo fue demolido para construir el actual. Por ley del 10 de enero de 1908 el pueblo fue declarado ciudad y cabecera de partido.
El pueblo en sus comienzos fue centro de aprovisionamiento de fortines vecinos, al aumentar la población y el partido se transformó en cabecera de una de las zonas comerciales más importantes de la provincia. En 1881 (según censo provincial) se cultivaban en el partido 8.710 hectáreas y existían 534.700 cabezas de lanares, 126.134 de vacunos, 58.034 de yeguarizos y 6.757 de porcinos. En 1882 la línea del Ferrocarril Oeste que llegaba a Bragado se prolongó hasta 9 de Julio, inaugurándose el 25 de noviembre de 1883. En 1885 se crea la sucursal del Banco Provincia de Buenos Aires. En 1936 existían 238.420 cabezas de ganado vacuno, 77.484 de lanar, 70.185 de porcinos y 31.792 de yeguarizos y para la campaña 1939-40 se cultivaban 79.800 hectáreas de trigo, 18.900 de avena, 3.600 de centeno, 2.190 de cebada, 1.100 de lino y 450 de alpiste.

#### Tres Lagunas
La Pampa Argentina, desde el sur de las provincias de San Luis, Mendoza, Córdoba y Santa Fe, estaba ocupada por pampas mapuchizados los cuales eran los antiguos indígenas pampas aculturizados y mezclados con los araucanos o mapuches. Desde 1840 se hallaban bajo las órdenes del cacique Callvucurá (Calfucurá). Este cacique, luego de cruzar la cordillera, había conseguido formar una poderosa confederación llamada Limache. Calfucurá eligió un pequeño paraje llamado Cla Lauquen como reunión de los malones que asolaban la frontera oeste de los fortines de Bragado y Veinticinco de Mayo.
Tres Lagunas era el nombre primitivo de la región que hoy ocupa la ciudad de 9 de Julio, lugar al que los indios llamaban Cla Lauquen (siendo kla: ‘tres’, y lafken: ‘laguna’) y que fue elegido por el cacique Callvucurá o Calfucurá para reunir a sus indios de pelea y largarlos sobre la población de Veinticinco de Mayo en el malón de 1861. Este hecho llamó la atención de los jefes del ejército, quienes vieron la conveniencia de que ese punto estratégico fuera ocupado por la línea de frontera con el desierto. Resuelto el avance de la misma, fue el coronel Julio de Vedia que llevó esa línea 18 leguas más al oeste, saliendo de Bragado el martes 27 de octubre de 1863, al frente del tercer escuadrón del regimiento quinto de caballería de línea.

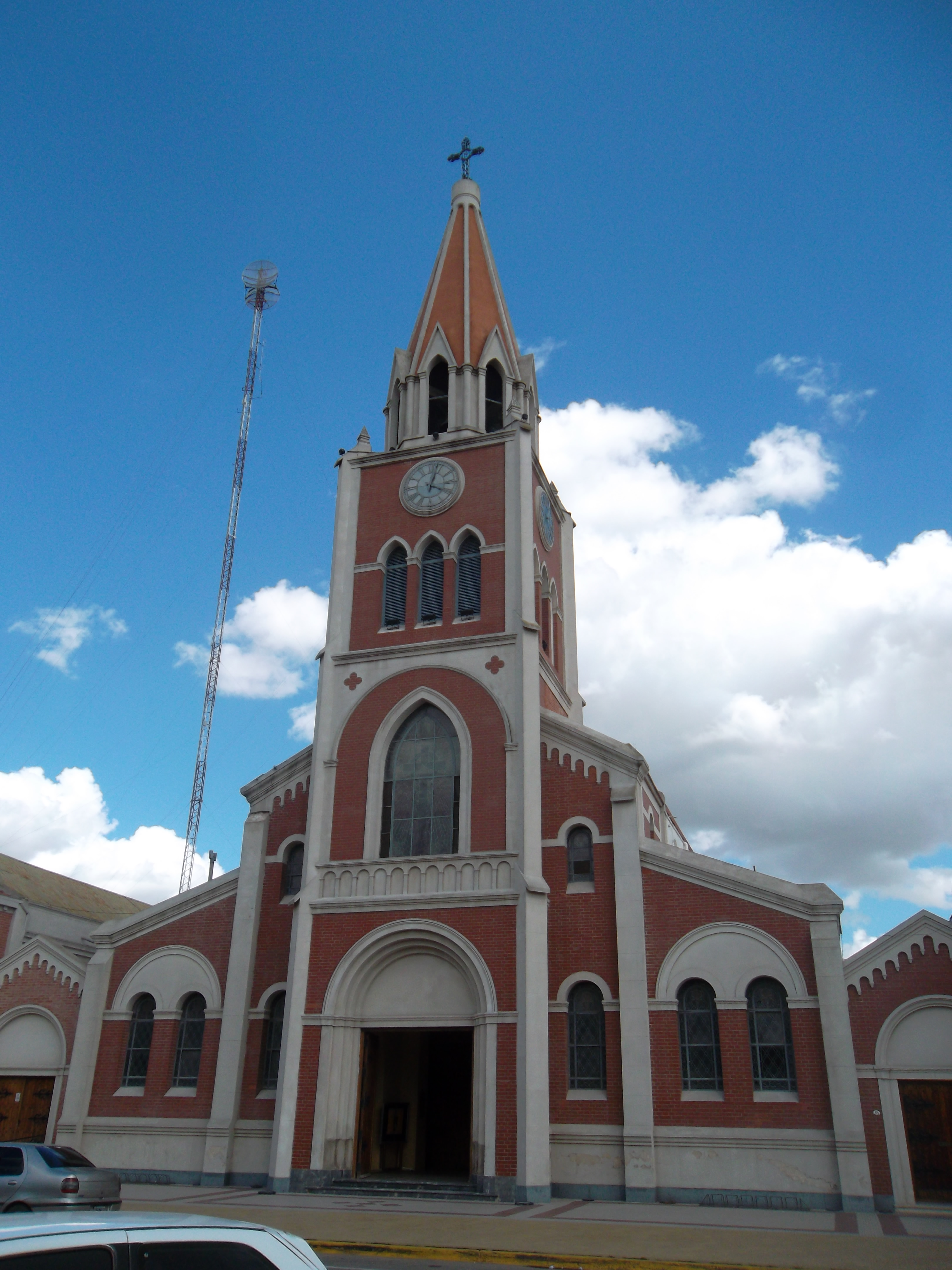
Iglesia Catedral de 9 de Julio, Buenos Aires

Con él marcharon el Batallón de Blandengues, el sargento mayor Mariano Benítez, 150 guardias nacionales y un contingente de indios amigos de la tribu de Railef, de Bragado. El mismo día llegaron a Tres Lagunas, donde el coronel Julio de Vedia fundó el campamento 9 de Julio, que estableció alrededor de una de las tres lagunas que daban el nombre al lugar, siendo esta la que actualmente forma el lago del parque General San Martín. El 29 de, llegaron al campamento las fuerzas que se encontraban en Veinticinco de Mayo, compuestos de una Compañía del Batallón 4.º del Regimiento 5.º de Caballería, al mando del teniente coronel Benjamín Calvete y un piquete de indios de la tribu de Rondeau. Estas nuevas fuerzas ―con las que había traído el coronel Julio de Vedia― formaban un núcleo superior a mil hombres en pie de guerra. Ese día acamparon en Cla Lauquen, donde el coronel De Vedia fundó el Campamento Militar 9 de Julio. El coronel Julio de Vedia comunicó la creación del campamento al Gobierno nacional, solicitando al mismo tiempo que, con la base del mismo, se fundara el pueblo.

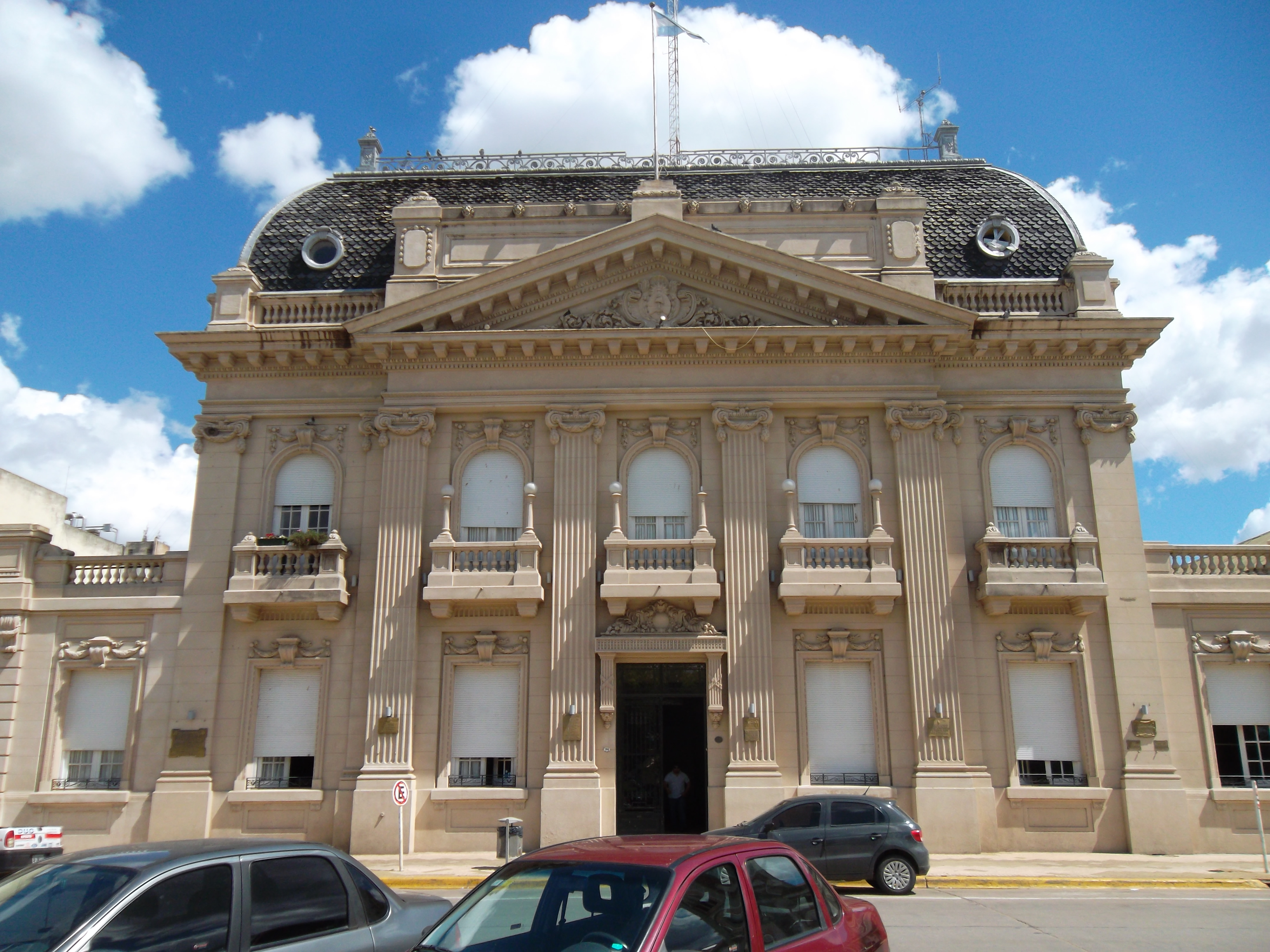
Edificio de la municipalidad

El gobernador de la provincia, Mariano Saavedra, por decreto de fecha 12 de febrero de 1864, accedió a tal pedido, nombrando asimismo al agrimensor Miguel Vaschetti para efectuar la mensura y el amojonamiento. De esa forma, con los elementos proporcionados por el coronel Julio de Vedia, se realizó el trazado definitivo de la ciudad. El proyecto inicial fue modificado luego en algunos aspectos, por ejemplo la plaza ocupaba dos manzanas ya que era utilizada por la población para atrincherarse en caso de llegar malones. El agrimensor Vaschetti inició las tareas el 20 de mayo de 1864, ubicando la actual plaza Belgrano, y alrededor de esta, en un radio de 600 metros, otras cuatro plazas, de las cuales solo una ―la plaza España― subsiste aún; la actual plaza Italia se situó a 300 m del lugar que primitivamente se le designara. El ejido de 9 de Julio era de 2808 ha: 94 manzanas, además de la plaza y 4 manzanas de las esquinas. La primera población la constituyeron las familias de los militares. Por ley del 19 de julio de 1865 se creó el partido de Nueve de Julio, siendo reglamentada dicha ley por medio del decreto del 3 de agosto de 1865. Durante varios años Nueve de Julio fue asiento de la comandancia de la frontera oeste. Fue declarada ciudad por Ley del 10 de enero de 1908, siendo Edelmiro Moura el primer presidente que tuvo la municipalidad, y Tomás West el primer intendente municipal.

#### Creación de las instituciones
La primera maestra fue Mercedes Vázquez de Labbé, que llegó con su esposo, que formaba parte del personal civil que acompañó al coronel Julio de Vedia. En 1864 ya funcionaba la escuela de primeras letras. 
La primera capilla fue bendecida en agosto de 1868 y se hallaba ubicada en el mismo lugar de la actual iglesia catedral. Esta capilla funcionó hasta 1892, en que fue remodelada. En el año 1877 se inauguró la Casa Municipal, que posteriormente fue refaccionada de acuerdo a los planos del ingeniero Herbín en 1930, diseño que conserva en la actualidad. 
La ciudad fue creciendo a pasos agigantados, instalándose en el año 1880 los faroles a kerosene, en el año 1896 abrió sus puertas el teatro Rossini, que fue decorado por el escenógrafo italiano Piantini. Otro hecho que permitió el avance progresivo en gran medida fue en 1883 con la llegada del, Ferrocarril del Oeste, factor importante de su engrandecimiento.

## Cultura

### Leyenda de las tres lagunas
Dos hermanos, hijos de un poderoso cacique araucano de la región, se habían enamorado de una misma joven cuya hermosura era ponderada en forma que igualaba a Pirepilffin, la deidad hechicera de las nieves andinas. La cándida niña, que todavía no alcanzaba a comprender lo que era amor, jugaba con el cariño de los mozos igual que el pichi thapial (cachorro de león) juega con la presa que luego ha de devorar. No entendía la joven que con ese peligroso juego exacerbar cada día más la pasión salvaje que por ella sentían los hermanos. Con respuestas oportunas contestaba los requerimientos amorosos de los apuestos mancebos. «Soy joven ―les decía―. No me hablen de amores porque todavía no he pensado en ello. Quiero por un tiempo más ser libre como las aves que surcan el infinito cielo. Déjenme en libertad para divertirme, que hay tiempo para amar». Y con delicados gestos, los despedía con las esperanzas.
Por esa época había llegado desde el lejano país de allende el mar, unos hombres blancos que desde el primer momento se mostraron malos e insaciables, los que no contentos con arrebatarles las mejores tierras, trataban ahora de extender sus dominios en forma que los indios no les quedarían más que los ojos para llorar sus desventuras. Ante amenaza tan tremenda, los gobiernos de las naciones habían decidido la guerra a muerte contra ese invasor. Esta no sería una de las tantas guerrillas a las que estaban acostumbrados, sino que era una guerra grande y contra un enemigo poderoso y valiente en la que muchos indios morirían; y fue por ello que los hermanos redoblaron exigentes una decisión terminante de la doncella, antes de partir para esa expedición de donde probablemente no regresarían.
«Los amo a los dos por igual, pero con el amor de hermanos. Y los quiero de igual forma que quiero a mis padres. ¿Pueden figurarse que entregaría mi corazón a alguno de ustedes, mis valientes hermanos, truncando las esperanzas del no elegido? Sigamos viviendo el sueño de una dicha imposible hasta que nuestros dioses decidan sobre nuestros destinos», terminó diciendo y presurosa se refugió en su tienda como si un temor supersticioso invadiese su corazón. Profundamente consternados, los hermanos quedaron parados frente a frente. Sus centelleantes miradas se encontraron y el pensar fue el mismo. Dirimirán en singular combate la posesión de la prenda de sus afanes. El que quedara con vida la haría suya. Llegó la noche, en el campamento todos dormían, el silencio era únicamente interrumpido por el graznido chillón de la lechuza fatídica que parecía agorar la tragedia que se avecinaba.
Empuñando sus temibles lanzas, los hermanos montaron en sus corceles de guerra y sigilosamente se alejaron del lugar hasta llegar al pie de un médano solitario, en donde después de darse un fraternal abrazo, como señal de que ni el odio ni el rencor animaban sus acciones, se aprestaron para luchar hasta la muerte por el amor de una mujer que no podía ser de los dos. Largo fue el combate, pues los hermanos eran aguerridos y valientes; hasta que cubiertos de múltiples heridas, se separaron alejados por sus montas, para caer finalmente muertos en diferentes sitios.
Al amanecer llegaron a los toldos de sus dueños los caballos de los hermanos con las monturas tintas de sangre como señal de que algo grave había ocurrido. Presintiendo la tragedia, la doncella corrió por el campo hasta dar con los cadáveres de sus pretendientes. Loca de desesperación y de espanto, empezó a vagar por la llanura hasta caer muerta de pena y de dolor. El viento empezó a socavar la tierra que servía de lecho de los cadáveres, formándose un pequeño pozo donde se hizo un charquito con la primera lluvia, el que se fue agrandando con las subsiguientes, hasta convertirse en las tres lagunas que conocemos, las que son para los araucanos (mapuches) símbolos de amor, sacrificio y hermandad hasta más allá de la muerte. Y es por eso que cuando pasaban por el lugar, jamás dejaban de beber agua en alguna de ellas.

### Símbolos

#### Escudo
Creado por el artista plástico Aldo Baamonde (1920-1974). Este tomó como referencia la leyenda asociada a la ciudad: así, en él pueden observarse los protagonistas de dicha historia en 3 lagunas distintas que fueron parte del territorio nuevejuliense.

#### Bandera
En un solo campo de azul intenso, se representa la inmensidad de nuestro cielo. Se representa al Sol, como un hecho creador. El sable corvo representa al coronel Julio de Vedia, en su participación en la fundación. Las 24 estrellas, representan la hermandad entre los 24 pueblos del distrito, circundando el año de su nacimiento. Las tres lagunas, representan el origen del Cla Lauquen primitivo. La espiga de trigo, representa nuestra principal riqueza agrícola, y la rueda a nuestra industria. Finalmente, el laurel ―símbolo de gloria― reconoce a aquellos que cimentaron el hoy pujante y laborioso partido de Nueve de Julio.

## Geografía

### Toponimia
Su nombre al principio de la colonización fue Tres Lagunas.
Para los pueblos originarios del cacique Calfucurá era Cla-Lauquen. Desde dicho lugar partió el malón de 1861 hacia la población de Veinticinco de Mayo. Cuando el Ejército decidió extender la línea de fronteras, el coronel Julio de Vedia fundó el campamento militar 9 de Julio alrededor de la laguna San Martín (una de las tres que se hallaban en la zona) el 27 de octubre de 1863. En 1865 se crea el Partido de Nueve de Julio.

### Población
La ciudad cuenta con 36,494 habitantes (Indec, 2010), lo que representa un incremento del 6,24% frente a los 34,350 habitantes (Indec, 2001) del censo anterior.
| Gráfica de evolución demográfica de 9 de Julio entre 1869 y 2010 |
|                                                                  |
| Fuentes: INDEC                                                   |

### Ubicación
Está ubicada en el Centro Noroeste de la provincia de Buenos Aires. 35°12' y 35° 55' lat. Sur y 60° 25' y 61° 35' longitud oeste de Greenwich. Pertenece a la región Pampeana, limita con los partidos de Lincoln, General Viamonte, Bragado, 25 de Mayo, Bolívar y Carlos Casares, y está integrado por las localidades de 9 de Julio, Doce de Octubre, Alfredo Demarchi (Est. Quiroga), Carlos Maria Naón, Dudignac, La Aurora (Est. La Niña), M. Gonnet (Est. French), Marcelino Ugarte (Est. Dennehy), Morea, Patricios, Villa Fournier (El Provincial), Norumbega y Santos Unzué.
Está emplazada a 262 km de la Capital Federal por RN 5 y servida por el F.C.N.D.F.Sarmiento en su línea a La Pampa. Presenta un aspecto progresista y pujante, su edificación es de estilo arquitectónico moderno, prevaleciendo las de una sola planta. Su casco urbano cuenta con una cobertura de servicios comerciales satisfactorios, hallándose pavimentado el 70% de sus calles, además el 96% de la población tiene alumbrado eléctrico, el 87% por agua corriente, el 42% por red cloacal y el 37% por la red de gas natural.
Ocupa una extensión de 423.000 ha de las cuales 390.000 están afectadas por la producción agrícola-ganadera. Los principales cultivos son: trigo, maíz girasol y soja.

### Clima
La temperatura media anual es de 16.1 °C y la humedad relativa promedio anual es del 71.1%
| Parámetros climáticos promedio de Nueve de Julio (1991–2023) | Parámetros climáticos promedio de Nueve de Julio (1991–2023) | Parámetros climáticos promedio de Nueve de Julio (1991–2023) | Parámetros climáticos promedio de Nueve de Julio (1991–2023) | Parámetros climáticos promedio de Nueve de Julio (1991–2023) | Parámetros climáticos promedio de Nueve de Julio (1991–2023) | Parámetros climáticos promedio de Nueve de Julio (1991–2023) | Parámetros climáticos promedio de Nueve de Julio (1991–2023) | Parámetros climáticos promedio de Nueve de Julio (1991–2023) | Parámetros climáticos promedio de Nueve de Julio (1991–2023) | Parámetros climáticos promedio de Nueve de Julio (1991–2023) | Parámetros climáticos promedio de Nueve de Julio (1991–2023) | Parámetros climáticos promedio de Nueve de Julio (1991–2023) | Parámetros climáticos promedio de Nueve de Julio (1991–2023) |
| Mes                                                          | Ene.                                                         | Feb.                                                         | Mar.                                                         | Abr.                                                         | May.                                                         | Jun.                                                         | Jul.                                                         | Ago.                                                         | Sep.                                                         | Oct.                                                         | Nov.                                                         | Dic.                                                         | Anual                                                        |
| ------------------------------------------------------------ | ------------------------------------------------------------ | ------------------------------------------------------------ | ------------------------------------------------------------ | ------------------------------------------------------------ | ------------------------------------------------------------ | ------------------------------------------------------------ | ------------------------------------------------------------ | ------------------------------------------------------------ | ------------------------------------------------------------ | ------------------------------------------------------------ | ------------------------------------------------------------ | ------------------------------------------------------------ | ------------------------------------------------------------ |
| Temp. máx. abs. (°C)                                         | 40.5                                                         | 37.9                                                         | 40.0                                                         | 34.3                                                         | 31.2                                                         | 24.7                                                         | 28.4                                                         | 35.3                                                         | 32.6                                                         | 38.1                                                         | 37.2                                                         | 41.8                                                         | 41.8                                                         |
| Temp. máx. media (°C)                                        | 30.5                                                         | 29.1                                                         | 27.0                                                         | 22.8                                                         | 18.9                                                         | 15.4                                                         | 14.6                                                         | 17.5                                                         | 19.7                                                         | 22.5                                                         | 26.5                                                         | 29.5                                                         | 22.8                                                         |
| Temp. media (°C)                                             | 23.3                                                         | 22.1                                                         | 19.8                                                         | 15.9                                                         | 12.5                                                         | 9.4                                                          | 8.5                                                          | 10.6                                                         | 13.1                                                         | 16.2                                                         | 19.4                                                         | 22.3                                                         | 16.1                                                         |
| Temp. mín. media (°C)                                        | 16.8                                                         | 16.1                                                         | 14.2                                                         | 10.9                                                         | 8.0                                                          | 5.1                                                          | 4.2                                                          | 5.5                                                          | 7.5                                                          | 10.4                                                         | 13.1                                                         | 15.4                                                         | 10.6                                                         |
| Temp. mín. abs. (°C)                                         | 6.5                                                          | 6.1                                                          | 4.0                                                          | -0.4                                                         | -3.8                                                         | -6.0                                                         | -5.8                                                         | -6.3                                                         | -2.1                                                         | -0.8                                                         | -0.5                                                         | 5.0                                                          | -6.3                                                         |
| Precipitación total (mm)                                     | 121.9                                                        | 103.4                                                        | 139.4                                                        | 118.0                                                        | 67.4                                                         | 38.5                                                         | 37.8                                                         | 39.9                                                         | 63.7                                                         | 114.6                                                        | 99.6                                                         | 109.2                                                        | 1053.3                                                       |
| Días de precipitaciones (≥ 0.1 mm)                           | 8.9                                                          | 7.5                                                          | 9.1                                                          | 8.9                                                          | 6.9                                                          | 6.1                                                          | 6.7                                                          | 5.3                                                          | 7.0                                                          | 10.6                                                         | 9.6                                                          | 9.4                                                          | 95.9                                                         |
| Humedad relativa (%)                                         | 65.0                                                         | 69.9                                                         | 72.8                                                         | 75.6                                                         | 78.9                                                         | 78.3                                                         | 76.6                                                         | 71.0                                                         | 67.6                                                         | 69.8                                                         | 64.9                                                         | 62.6                                                         | 71.1                                                         |
| Fuente: Servicio Meteorológico Nacional                      |                                                              |                                                              |                                                              |                                                              |                                                              |                                                              |                                                              |                                                              |                                                              |                                                              |                                                              |                                                              |                                                              |

## Parroquias de la Iglesia católica en 9 de Julio

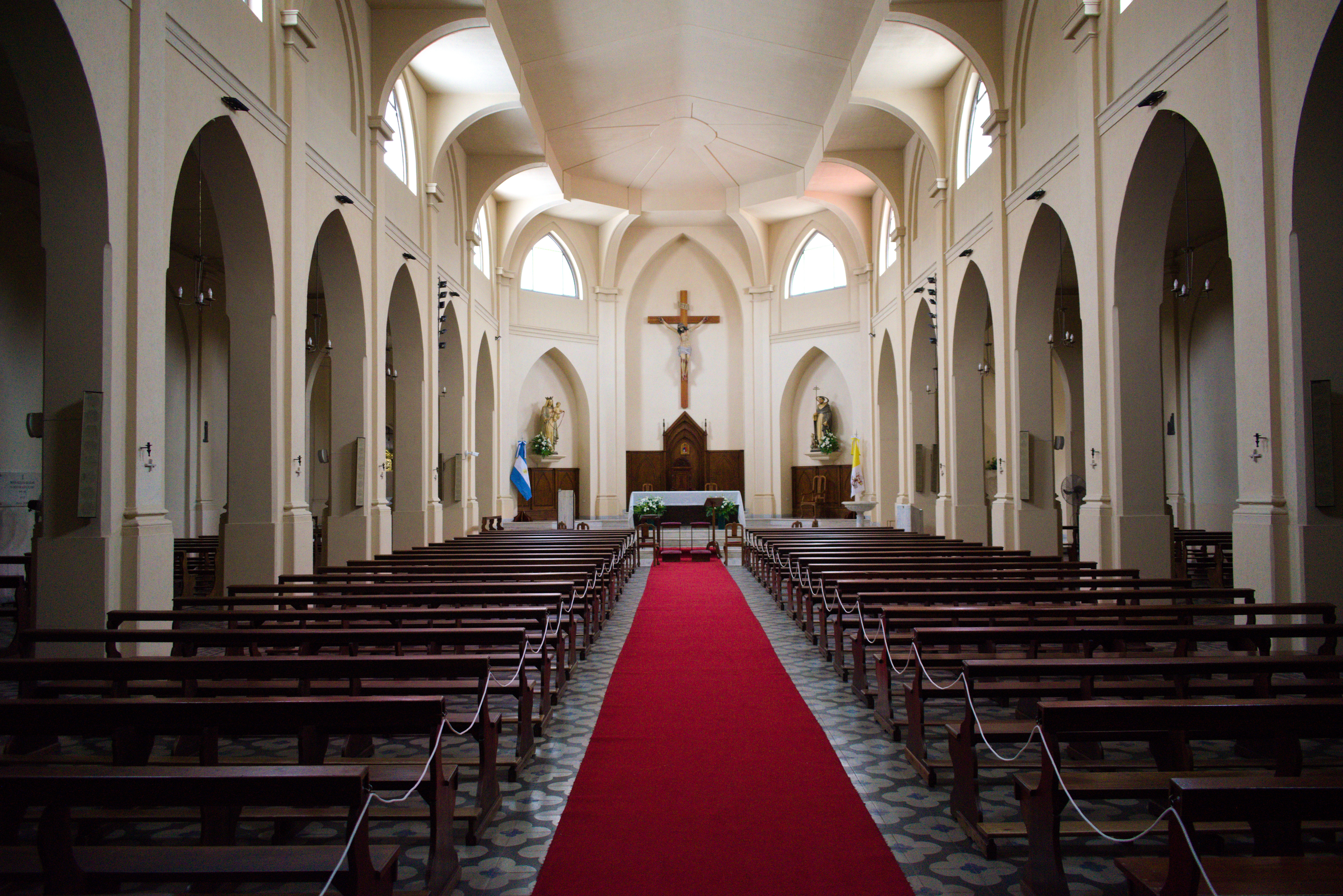
Interior de la catedral de 9 de Julio

| Diócesis   | Nueve de Julio                                             |
| ---------- | ---------------------------------------------------------- |
| Parroquias | Catedral Santo Domingo de Guzmán, Nuestra Señora de Fátima |

## Comunidad con conciencia ambiental
Como en casi todas las ciudades del interior de la provincia de Buenos Aires, 9 de Julio realizaba la disposición final de los residuos sólidos urbanos (RSU) en un basural a cielo abierto. 
La toma de conciencia sobre las consecuencias de este tipo de vertidos, sumado a la creación de una cooperativa de recicladores a nivel local arrojó como resultado el desarrollo de acciones conjuntas entre el Municipio y los cooperativistas en pos de la optimización en la gestión de los RSU. Así en 2012 el Honorable Consejo Deliberante dicta la ordenanza Nº 5178 de CLAUSURA BASURAL A CIELO ABIERTO. Ya en 2010 se habían firmado acuerdos con la cooperativa "El Lucero" para comenzar con el trabajo de separación de residuos en un sentido más formal, otorgándoles un espacio físico apropiado para la tarea de clasificación y acopio. En este mismo sentido se viene trabajando desde 2014 con campañas de recolección diferenciada de Residuos Electrónicos (RAEE)
En el 2015 el departamento ejecutivo diseña e instrumenta un plan de pre clausura, clausura y posclausura del basural a cielo abierto que contemple la recuperación de los terrenos, el control ambiental y el monitoreo del predio por 30 años.
A la fecha la ciudad cuenta con un sistema de recolección diferenciada de residuos domiciliarios y se ha avanzado hacia el cierre definitivo del basural.